# Suzi Quatro
Suzi Quatro (født Susan Kay Quatro 3. juni 1950 i Detroit i USA) er en amerikansk bassist og sanger.

## Diskografi
- Suzi Quatro (1973)
- Quatro (1974)
- Your Mamma Won't Like Me (1975)
- Aggro-Phobia (1976)
- If You Knew Suzi... (1978)
- Suzi ... and Other Four Letter Words (1979)
- Rock Hard (1980)
- Main Attraction (1982)
- Annie Get Your Gun – 1986 London Cast (1986)
- Oh, Suzi Q. (1990)
- What Goes Around – Greatest & Latest (1995)
- Unreleased Emotion (1998)
- Free the Butterfly (1999)
- Back to the Drive (2006)
- In the Spotlight (2011)
- Quatro, Scott & Powell (2017)
- No Control (2019)
- The Devil in Me (2021)
- Face to Face (med KT Tunstall, 2023)